# Emmaus (organizacja)

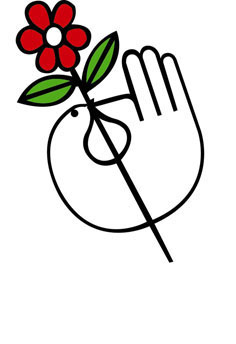
Logo Ruchu Emmaus

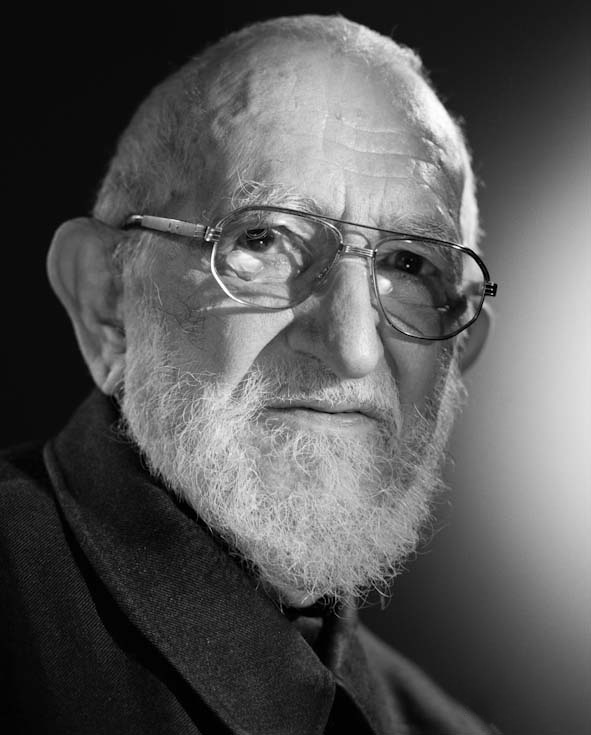
Ojciec Piotr, założyciel ruchu Emmaus

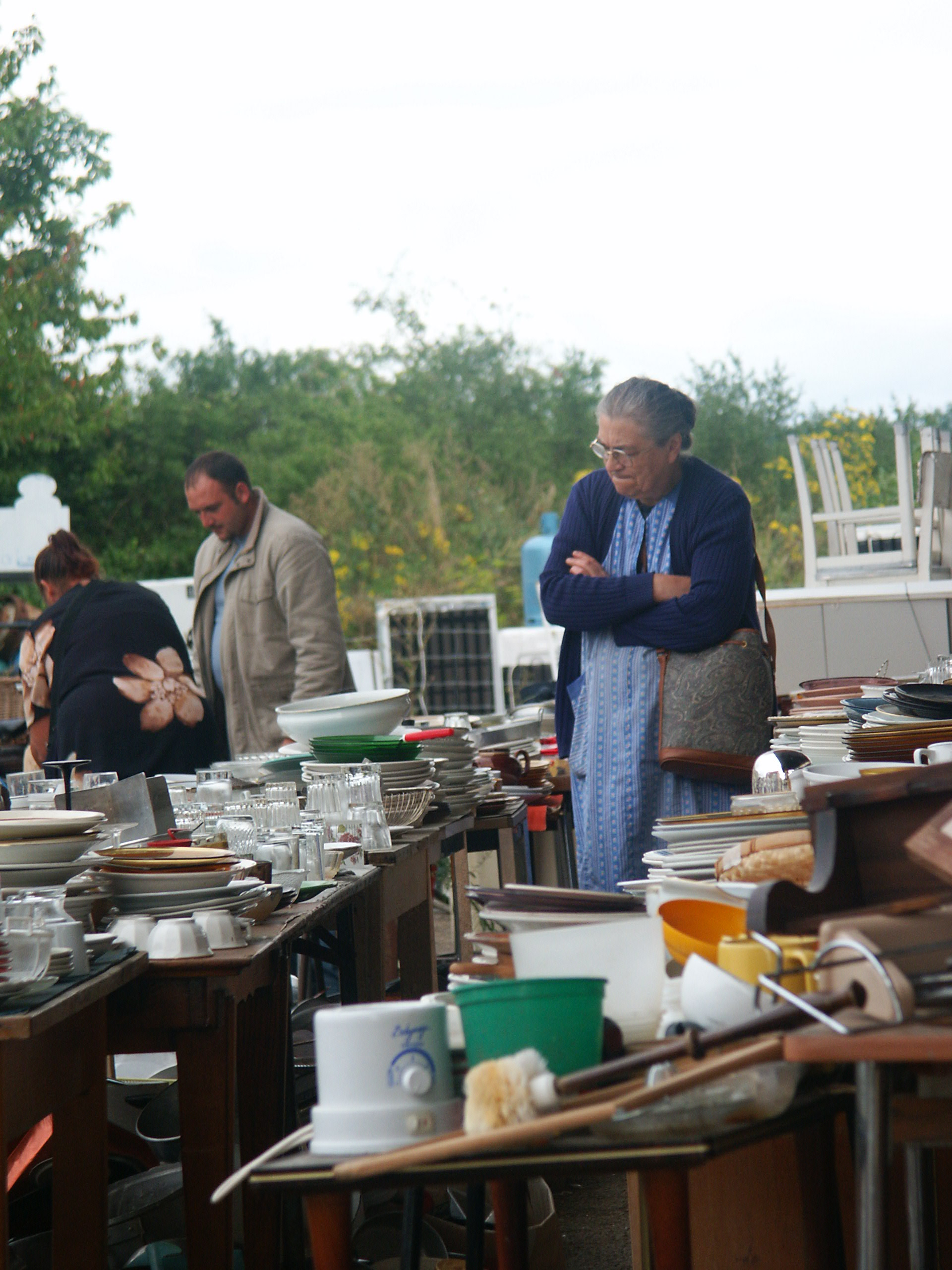
Sprzedaż używanych przedmiotów we wspólnocie w Pontigny, Francja

Emmaus (również Emaus, Ruch Emmaus, z fr. Mouvement Emmaüs) – ruch społeczny i nazwa międzynarodowej organizacji charytatywnej założonej w 1949 roku we Francji przez ojca Piotra, czyli Henri Grouèsa.

## Historia
Początki ruchu Emmaus sięgają czasów tuż po II wojnie światowej, która spowodowała kryzys w całej Europie. Ojciec Piotr – opiekun bezdomnych – spotkał wtedy człowieka, który chciał popełnić samobójstwo, porozmawiał z nim i nakłonił go do porzucenia tego zamiaru. Człowiek ten, o imieniu Georges, został pierwszym kompanionem (compagnon, z fr. kompan, współtowarzysz) wspólnoty Emaus w Neuilly-Plaisance pod Paryżem. Wkrótce zaczęły powstawać kolejne wspólnoty, również poza Francją. Organizacja posiada obecnie sieć grup w ponad czterdziestu krajach na świecie. Pierwszą wspólnotę w Polsce otwarto w 1995 r. w Lublinie.

## Organizacja
Wspólnoty są komórkami najbardziej podstawowymi i jednocześnie pierwszymi spośród wszystkich form działalności ruchu Emmaus. W większości wypadków powstały, by przyjmować ludzi potrzebujących pomocy, bezdomnych, także uzależnionych, samotnych, uchodźców, dając im schronienie, poczucie bezpieczeństwa, ofiarowując przyjaźń, wreszcie przywracając radość życia. Członkami wspólnot zostają również inni, którzy wybierając życie bardzo proste, zorientowane na wspólnotę i dzielenie się z innymi znajdują w tym głęboki sens. Wspólnoty dają schronienie wszystkim bez względu na wiek, pochodzenie i przeszłość. Kompanioni mieszkają razem, utrzymują się z pracy własnych rąk i wspierają innych pozostających w sytuacji kryzysowej. W zależności od wspólnoty, przyjmowane są indywidualne osoby lub całe rodziny. Zgodnie z ideą ruchu kompanion powinien przebywać we wspólnocie do momentu odzyskania możliwości powrotu i godnego życia w społeczeństwie, jednakże wiele osób spędza we wspólnocie wiele lat, a nieraz całe życie.
Stowarzyszenia Przyjaciół Emmaus jednoczą ludzi, którzy nie angażując się bezpośrednio w życie wspólnoty, podzielają jej idee i wspierają w pracy. W działalności wspólnot pomagają również inni wolontariusze, dla których organizacja przygotowuje obozy wolontariackie.
Oprócz wspólnot, Emmaus prowadzi m.in. domy pomocy, poradnie, przychodnie, noclegownie, szpitale.

### Wspólnoty Emaus w Polsce
- W 1995 powstała pierwsza polska wspólnota w Lublinie założona przez Zbigniewa Drążkowskiego.
- W 1999 powstała wspólnota w Nowym Sączu, która w 2003 założyła wspólnotę w Krakowie – Nowej Hucie.
- W 2007 powstała wspólnota w Rzeszowie.
- polskie grupy Stowarzyszone z Ruchem Emmaus w nazewnictwie używają polskiej nazwy zgodnej z tradycyjną nazwą biblijnej miejscowości Emaus.

### Wspólnoty Emmaus na świecie
W ramach stowarzyszenia Emmaüs International działa obecnie ponad 300 grup w 35 krajach.

## Działalność
W 1951, kiedy pierwsze wspólnoty zaczęły borykać się z problemami finansowymi, ojciec Piotr, za radą swoich towarzyszy (kompanionów), postanowił zarabiać odzyskiwaniem surowców – makulatury, złomu, odzieży – poprzez ich uzdatnianie do ponownego użycia.
W niektórych krajach Zachodniej Europy wspólnoty znane są jako "Zbieracze Starych Ubrań Emmaus". Praca jest jednym z ich podstawowych wymagań a zarazem najwyższych wartości. Wspólnoty starają się przygotować miejsca pracy dla każdego, w zależności od kwalifikacji lub innych czynników, np. stanu zdrowia, sprawiając, że każdy członek wspólnoty staje się potrzebny. Kompanioni zbierają używane przedmioty, przywracając im ponownie wartość. Poszczególne grupy prowadzą własne sklepy lub kiermasze, na których sprzedają odnowione meble, ubrania, sprzęt elektroniczny, rzeczy codziennego użytku i inne otrzymane wcześniej od darczyńców. Dochód z tej działalności jest przeznaczony na utrzymanie wspólnoty, a zyski przeznaczane są na projekty i akcje solidarnościowe.
W zależności od możliwości i potrzeb lokalnych praca ta może przyjąć jednak wiele różnorodnych form: rolnictwo, hodowla, rzemiosło, usługi.
Grupy Emaus stawiają sobie za cel również wspieranie innych, jeszcze bardziej potrzebujących. Solidarność ta przejawia się głównie w akcjach ratowania ofiar kataklizmów, konfliktów, wojen, ale jest to także pomoc materialna dla najuboższych. Stowarzyszenia Przyjaciół Emaus jednoczą ludzi, którzy nie angażując się bezpośrednio w życie wspólnoty, podzielają jej idee i wspierają w pracy poprzez wolontariat. Powszechna jest również pomoc, zarówno organizacyjna jak i charytatywna, udzielana przez jedne wspólnoty innym, według idei ojca Piotra.